# Gouden Carolus
Gouden Carolus is een Belgisch bier- en whiskymerk van Het Anker.
Het bier, van hoge gisting, wordt gebrouwen in de brouwerij te Mechelen. De whisky wordt gedistilleerd in stokerij De Molenberg te Blaasveld.

## Achtergrond
Dit Mechels bier is vernoemd naar keizer Karel V en met name naar de gouden muntstukken uit de 16e eeuw met de beeltenis van Keizer Karel op.

## Bieren
Er zijn vijf varianten in het basisassortiment Gouden Carolus:
- Gouden Carolus Classic is een robijnrood bier van hoge gisting met een alcoholpercentage van 8,5%. Door de hoge densiteit van het wort (19° Plato) wordt het geklasseerd bij de speciaalbieren. Het wordt gebrouwen volgens een recept uit de jaren ’60. Voor het gebotteld wordt, worden nog vergistbare suikers toegevoegd om gedurende tien dagen een tweede gisting op gang te brengen. Daarna duurt het nog drie maanden voor het verkocht wordt. Het bier is minimaal drie jaar houdbaar. Gouden Carolus Classic is door het Vlaams Centrum voor Agro- en Visserijmarketing (VLAM) erkend als streekproduct.[2]
- Gouden Carolus Tripel is een goudblonde tripel met een alcoholpercentage van 9%. Het bier heeft een hoge densiteit (20° Plato). Dit bier zou volgens de brouwerij voor het eerst gebrouwen zijn ter gelegenheid van het het kapittel van de ridders van de Orde van het Gulden Vlies dat in 1491 te Mechelen doorging.[3] Dit bier is in de plaats gekomen van de vroegere Triple Toison d'Or.
- Gouden Carolus Ambrio is een amberkleurig bier van hoge gisting met een alcoholpercentage van 8%. Het bier heeft een densiteit van 18° Plato. Dit is de nieuwe naam van de Mechelsen Bruynen, een bier dat de brouwerij begin jaren 1980 lanceerde,[4] en waarvan zij beweert dat het teruggaat op het traditioneel stadsbier van Mechelen. Het basisrecept zou dateren van de 14e eeuw. Nu wordt het iets meer gehopt en is het zwaarder dan vroeger.[5]
- Gouden Carolus Hopsinjoor is een blond bier van hoge gisting met een alcoholpercentage van 8%. Het bier heeft een densiteit van 18,5° Plato. De naam van het bier verwijst enerzijds naar Opsinjoorke, een figuur uit de Mechelse folklore, en anderzijds naar de vijf soorten hop die in het bier verwerkt worden.[6] Het bier werd gelanceerd in 2008.

- Gouden Carolus Whisky Infused is de nieuwste toevoeging aan het vaste assortiment. Gouden Carolus Imperial Dark werd verrijkt met een infusie van Gouden Carolus Single Malt whisky.

Daarnaast zijn er tijdelijke bieren:
- Gouden Carolus Christmas is een donker robijnrood speciaalbier van hoge gisting met een alcoholpercentage van 10,5%. Het bier heeft een densiteit van 22° Plato. Gouden Carolus Christmas werd terug gelanceerd in 2002 en wordt sindsdien jaarlijks in augustus gebrouwen, waarna het nog enkele maanden rust. Er worden drie soorten hop en zes extra kruiden toegevoegd.[7] De smaak van het bier betert nog na een jaar rusten.[8]

Bieren die niet langer gebrouwen worden:
- Gouden Carolus UL.T.R.A. is een goudgeel bier van hoge gisting met een alcoholpercentage van 3,7%. Het bier heeft een densiteit van 10° Plato. Gouden Carolus UL.T.R.A. staat voor Ultimate Taste, Reduced Alcohol.

Verder zijn er nog twee varianten onder de verzamelnaam Gouden Carolus Cuvée van de Keizer.

## Whisky
Gouden Carolus Single Malt is een Belgische whisky die gestookt wordt door Stokerij De Molenberg. De whisky wordt gedistilleerd uit het moutbeslag van Gouden Carolus Tripel en met behulp van traditionele, handgeslagen, koperen stookketels, zogenaamde pot stills. Dit levert een puur en helder distillaat op.
Het distillaat wordt eerst gerijpt in First Fill Bourbon vaten gevolgd door een verdere rijping in 'Anker' vaten. Deze 'Anker' vaten zijn eikenhouten vaten bewerkt door de tonnenmaker volgens de opgegeven specificaties van de stokerij. De aanwezige fruitaroma’s worden aangevuld met toetsen van hout en vanille.
Naast Gouden Carolus Single Malt heeft Stokerij De Molenberg ook whisky-reeksen uitgebracht die niet onder het Gouden Carolus-merk vallen.
- Pure Taste: De Pure Taste Series, bestaande uit Pure Taste - Bourbon Cask, Pure Taste - Anker Cask en Pure Taste - Oloroso Cask, worden exclusief in het bezoekerscentrum van Stokerij De Molenberg aangeboden.
- Anniversary Edition: Elk jaar, op de verjaardag van Stokerij De Molenberg, wordt er een verjaardagseditie gestookt in beperkte oplage. De eerste vijf verjaardagsedities zijn: in 2014 Gold Fusion, in 2015 Fado Vivo, in 2016 Sola Jerez, in 2017 Muscad'Or en in 2018 Victor.

## Prijzen

### Gouden Carolus Classic
- 2005: goud op de Australian International Beer Awards in de categorie “Belgian & French-Style Ales”.
- 2007: goud op de European Beer Stars in de categorie “Belgian-Style Dubbel”.[9]
- 2007: goud op de World Beer Awards in de categorie “World's Standard Strong Dark Ale”.[10]
- 2009: goud op de World Beer Awards in de categorie “World's Standard Strong Dark Ale”.[10]
- 2010: goud op de World Beer Awards in de categorie “Europe's Best Abbey/Trappist Dark Ale”. Bovendien werd het ook uitgeroepen tot “World's Best Abbey/Trappist Dark Ale”.[10]
- 2011: door Test-Aankoop na een test van 210 speciaalbieren uitgeroepen als behorende tot de 18 beste bieren (bieren waarover de 30 proevers unaniem lovend waren).[11]
- 2012: goud op de World Beer Awards in de categorie "World's Best Dark Beer"

### Gouden Carolus Tripel
- 2002: goud op de World Beer Cup in de categorie “Belgian-Style Triple”.[12]
- 2009: goud op de European Beer Stars in de categorie “Belgian-Style Tripel”.[13]
- 2010: goud op de European Beer Stars in de categorie “Belgian-Style Tripel”.[14]
- 2012: goud op de World Beer Awards in de categorie "World's Best Belgian Style Tripel"
- 2017: goud op de World Beer Awards in de categorie "Belgium's Gold Pale Belgian Style Tripel"

### Gouden Carolus Ambrio
- 2012: brons op de Brussels Beer Challenge
- 2013: brons op de Brussels Beer Challenge

### Gouden Carolus Hopsinjoor
- 2008: winnaar consumententrofee op het Zythos bierfestival.[15]
- 2014: Europees goud op de World Beer Awards in de categorie "Pale Beer Imperial IPA"

### Gouden Carolus Christmas
- 2004: zilver op de World Beer Cup in de categorie “Belgian-Style Dark Strong Ale”.[16]
- 2016: winnaar "Beste Kerstbier" op het Ober Kerstbierfestival

### Gouden Carolus Single Malt
- 2017: "Master" op de The World Whisky Masters
- 2017: Zilveren medaille op de San Francisco World Spirits Competition
- 2017: Outstanding Silver op de International Wine and Spirits Competititon
- 2017: Goud op de International Spirits Challenge
- 2018: Verkozen tot winnaar van de categorie "Belgian Single Malt" op de World Whiskies Awards